# Trichostylum rufipalpe
Trichostylum rufipalpe är en tvåvingeart som beskrevs av Macquart 1851. Trichostylum rufipalpe ingår i släktet Trichostylum och familjen parasitflugor. Inga underarter finns listade i Catalogue of Life.